# 竹徳かまぼこ
竹徳かまぼこ株式会社（たけとくかまぼこ）は新潟県新潟市中央区に本社を置く水産加工食品製造業者である。

## 概要
蒲鉾・あげ天などの魚肉練り製品の製造・販売が事業の中心。新潟市内に4つの直営店を持つほか、首都圏をはじめ全国の百貨店の物産展等に出店している。
蒲鉾の製造方法として広く使われているリテーナ形成法を開発したのは同社である。

## 特許
- 特許第726974号　リテーナ成形蒲鉾の製造法（昭和41年）
- 特許第709567号　包装細工蒲鉾の製造法（昭和44年）